# 上美索不達米亞
上美索不達米亞（Upper Mesopotamia），又稱賈齊拉（al-Jazira），是西亞美索不達米亞地區的北部。上美索不達米亞是兩河流域上游部分，底格里斯河與幼發拉底河發源於此。

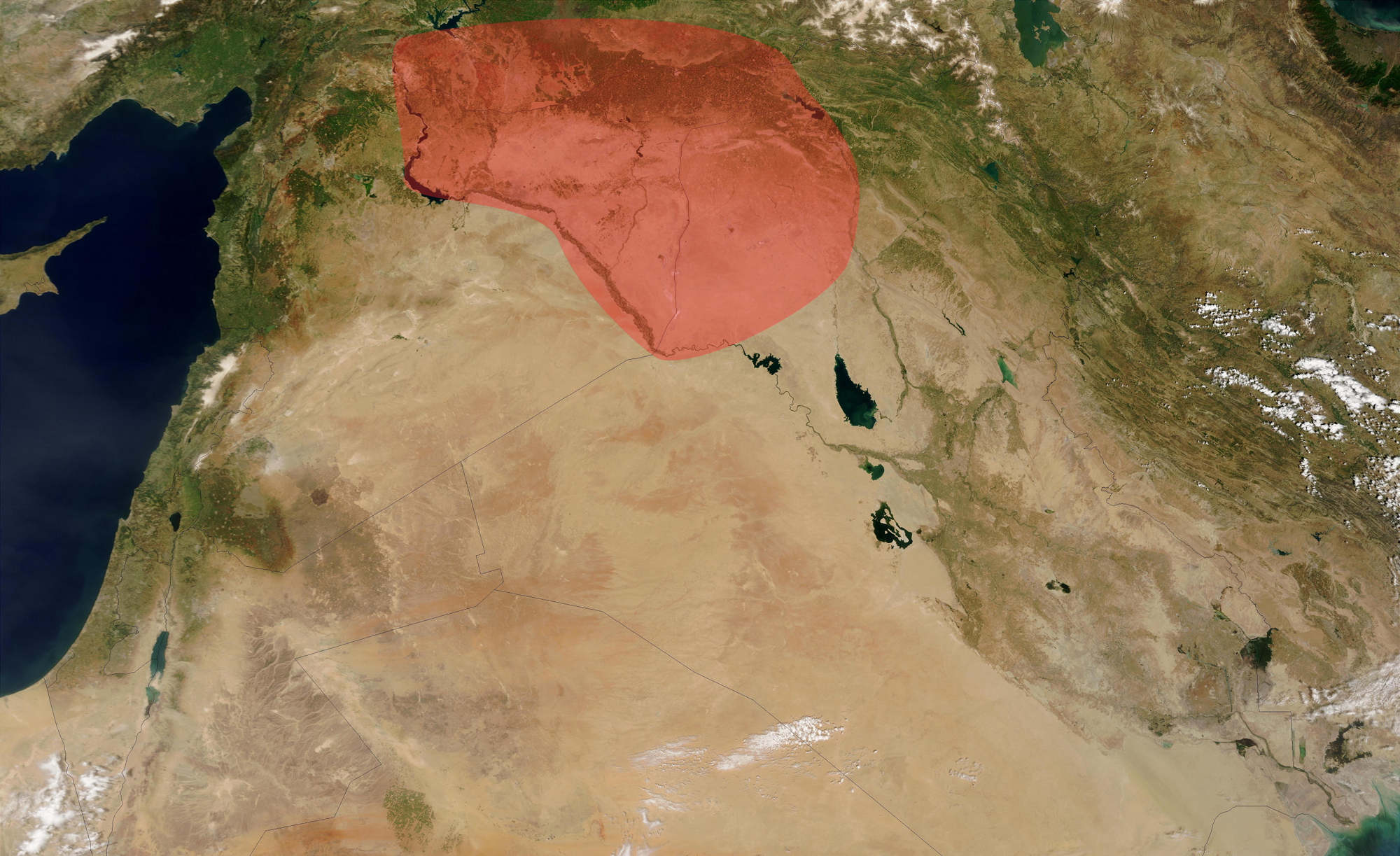
上美索不達米亞地區（紅）

上美索不達米亞位於安納托利亞半島的東南方，政治上分屬土耳其、敘利亞、伊拉克三個國家。上美索不達米亞範圍內的城市包含迪亞巴克爾、拉卡、哈塞克摩蘇爾等。上美索不達米亞的歷史相當悠久，先後歷經亞述帝國、羅馬帝國、阿拔斯王朝、哈姆丹王朝、鄂圖曼土耳其帝國等政權統治。